# Сосновський Сергій Валентинович
Сергій Валентинович Сосновський (рос. Сосновский Сергей Валентинович; 1 січня 1955, с. Мокруша, Канський район, Красноярський край — 3 липня 2022, Москва) — радянський та російський актор театру і кіно, заслужений артист Росії (1993), народний артист Російської Федерації (2004).

## Життєпис
Сергій Сосновський народився 1 січня 1955 року в селі Мокруша Канського району Красноярського краю. Закінчив театральне училище імені І. А. Слонова у Саратові в 1977 році, педагог Шляпникова Надія Дмитрівна.
Працював у Саратовському театрі юного глядача. Вирішив залишити ТЮГ і створити свій театр в одному з міст Сибіру, але був буквально на вокзалі перехоплений режисером Саратовського театру драми Олександром Дзекуном, який зміг його переконати залишитися у Саратові. Багато років після цього Сосновський працював в Саратовському театрі драми.
З квітня 2004 року на запрошення Олега Табакова, працює в МХТ імені Чехова.
Помер 3 липня 2022 року у Москві в 67-річному віці після тяжкої хвороби.

## Відзнаки та нагороди
- Заслужений артист Російської Федерації (1993).
- Приз Саратовського обласного фестивалю «Золотий Арлекін» — за найкращу чоловічу роль (2000).
- Народний артист Російської Федерації (2004).
- Премія благодійного фонду Олега Табакова (2009).
- Премія газети «Московський комсомолець» у номінації «Найкраща чоловіча роль сезону 2009» (за роль Сарафанова в спектаклі «Старший син».

## Ролі в театрі

### Саратовський ТЮГ
- «Чайка» А. П. Чехов — Треплев.
- «Що робити?» Чернишевського — Чернишевський.
- «Як вам це сподобається» Шекспіра — Шут Брусок.
- «Маленька Баба-Яга» О. Пройслера. Режисер: Юрій Ошеров — Ворон Абрахас.

### Саратовський театр драми
- 1986 — «Майстер і Маргарита» М. А. Булгакова. Режисер: Олександр Дзекун — Коров'єв.
- 1988 — «Багряний острів» Михайло Булгаков Режисер: Олександр Дзекун — Лікка-Тікі.
- 1990 — «Христос і ми» за романом Андрія Платонова «Чевенгур». Режисер: Олександр Дзекун — Прокіп Двані.
- 1988 — «Вогник в степу» Шорникова. Режисер: Олександр Дзекун — Саша Ломакін.
- 1988 — «Наш Декамерон» Е. Радзинського. Режисер: Олександр Дзекун — Він.
- 1988 — «Тамада» А. Галина. Режисер: Олександр Дзекун — Симон.
- 1991 — «Біла гвардія» Михайло Булгаков. Режисер: Олександр Дзекун.
- 1992 — «Додо» Клайва Петон. Режисер: Олександр Дзекун.
- 1992 — «Торо» Клайва Петон. Режисер: Олександр Дзекун.
- 1995 — «Тайбеле і її демон» Ісаака Зінгера. Режисер: О. І. Дзекун — Гімпл-дурень.
- 1998 — «Берендей» за творами Венедикта Єрофєєва, Сергія Носова, Олексія Слаповського, Віктора Пєлєвіна, Дмитра Пригова, Ксенії Драгунської. Режисер: Антон Кузнєцов — Веничка, Шура.
- 1998 — «Новий американець» Марьям А. по С. Довлатова — Марков.
- 1998 — «На дні» М. Горького. Режисер: Антон Кузнєцов — Сатін.
- 2000 — «Конкурс» А. Галина — Пухов.
- 2003 — «Сніданок у предводителя» І. С Тургенєва. Режисер: Ігор Коняєв — ватажок.
- 2003 — «Мрійники» (за п'єсами «Ліс» і «Таланти і шанувальники» А. Н. Островського — Щасливцев.

### Московський Художній театр імені А. П. Чехова
- 2005 — «Гамлет» Шекспір. Режисер: Ю. Бутусов — Дух батька Гамлета, Актор.
- 2005 — «Господа Головльови» М. Є. Салтиков-Щедрін. Режисер: Кирило Серебренніков — Володимир Михайлович Головльов.
- 2006 — «Живи і пам'ятай» Валентин Распутін. Режисер: В. Петров — Михеїч, Максим Вологжін, Інокентій Іванович, Дід Матвій.
- 2007 — «Дванадцять картин з життя художника» Юрій Купер. Режисер: Володимир Петров — Мішель, водій.
- 2007 — «Людина-подушка (The Pillowman)» Мартін МакДонах. Режисер: Кирило Серебренніков — Тупольскі.
- 2009 — «Тригрошова опера» Бертольда Брехта. Режисер: Кирило Серебренніков — Джонатан Пічем.

### Московський театр-студія під керівництвом Олега Табакова
- 2005 — «Болеро» Павло Когоут. Режисер: Володимир Петров — Томас.
- 2008 — «Старший син» Олександра Вампілова. Режисер: Костянтин Богомолов — Сарафанов
- 2011 — «Чайка» Антона Чехова. Режисер: Костянтин Богомолов — Сорін.

### Телеспектаклі
- «Майстер і Маргарита» — Коров'єв
- «Чевенгур»

## Ролі у кіно
- 2004 — «Мій зведений брат Франкенштейн»
- 2004 — «Медаль солдата»
- 2005 — «Каменська 4» — «кум» колонії Колобушкін Василь Тимофійович
- 2006 — «Полювання на піранью» — хімік, що упустив колбу
- 2007 — «Солдати 13»
- 2007 — «Морська душа» — епізод
- 2008 — «Апостол» — Брумель
- 2008 — «Реальний тато»
- 2008 — «Москва. Голоси вислизають істин»
- 2008 — «День «Д» — Олег Павлович Філіппов
- 2008 — «Юріїв день» — слідчий Сергєєв
- 2008 — «Бородін. Повернення генерала»
- 2009 — «Обручка» — Олексій Іванович
- 2009 — «Ісаєв» — лікар Ісаєва
- 2010 — «Черчілль» — Андрій Михайлович Полозов
- 2010 — «Нанолюбовь» — Олексій Петрович Дарів
- 2010 — «Все на краще» — Федір Бармин
- 2010 — «Жити» — алкоголік
- 2010 — «Петля» — Олександр Смеляков
- 2010 — «Звіробій 2» — Сліпер
- 2011 — «Чужі крила»
- 2011 — «Випадковий свідок»
- 2011 — «Мій тато Баришніков»
- 2011 — «Товариші полицейські» — підполковник поліції Іван Григорович Матросов, начальник 13-го відділу
- 2012 — «Одного разу в Ростові» — Федір Євсюков
- 2012 — «Вісімдесяті 2» — Лев Борисович Бородін, батько Інги
- 2012 — «Метро» — Обхідник Петрунін
- 2013 — «Ангел або демон» — Матвій
- 2013 — «Шулер» — Борис Аркадійович Замша
- 2013 — «Тихе полювання» — Антон Іванович Баринов (Борода), злодій в законі
- 2013 — «Справа честі» — Віктор Петрович Лєвашов (Сивий), кримінальний авторитет
- 2013 — «Пастка» — Роман Богданович Смирнов (Мирний), кримінальний авторитет
- 2013 — «Кухня 3» — Дід Кирило
- 2014 — «Панове-товариші» — Ріхард Оттович Домбергс, начальник УГРО
- 2015 — «Метод» — Вадим Михайлович Бергіч, лікар психіатричної лікарні № 13
- 2016 — «Чемпіони: Швидше. Вище. Сильніше» — тренер
- 2016 — «Гастролери» — Сергій, батько Вови і Мишані